# Cal Tarrats Homdedeu
Cal Tarrats Homdedeu o l'edifici al raval de Jesús, 14 és un edifici del municipi de Reus (Baix Camp) inclòs en l'Inventari del Patrimoni Arquitectònic de Catalunya com a Bé Cultural d'Interès Local.

## Descripció

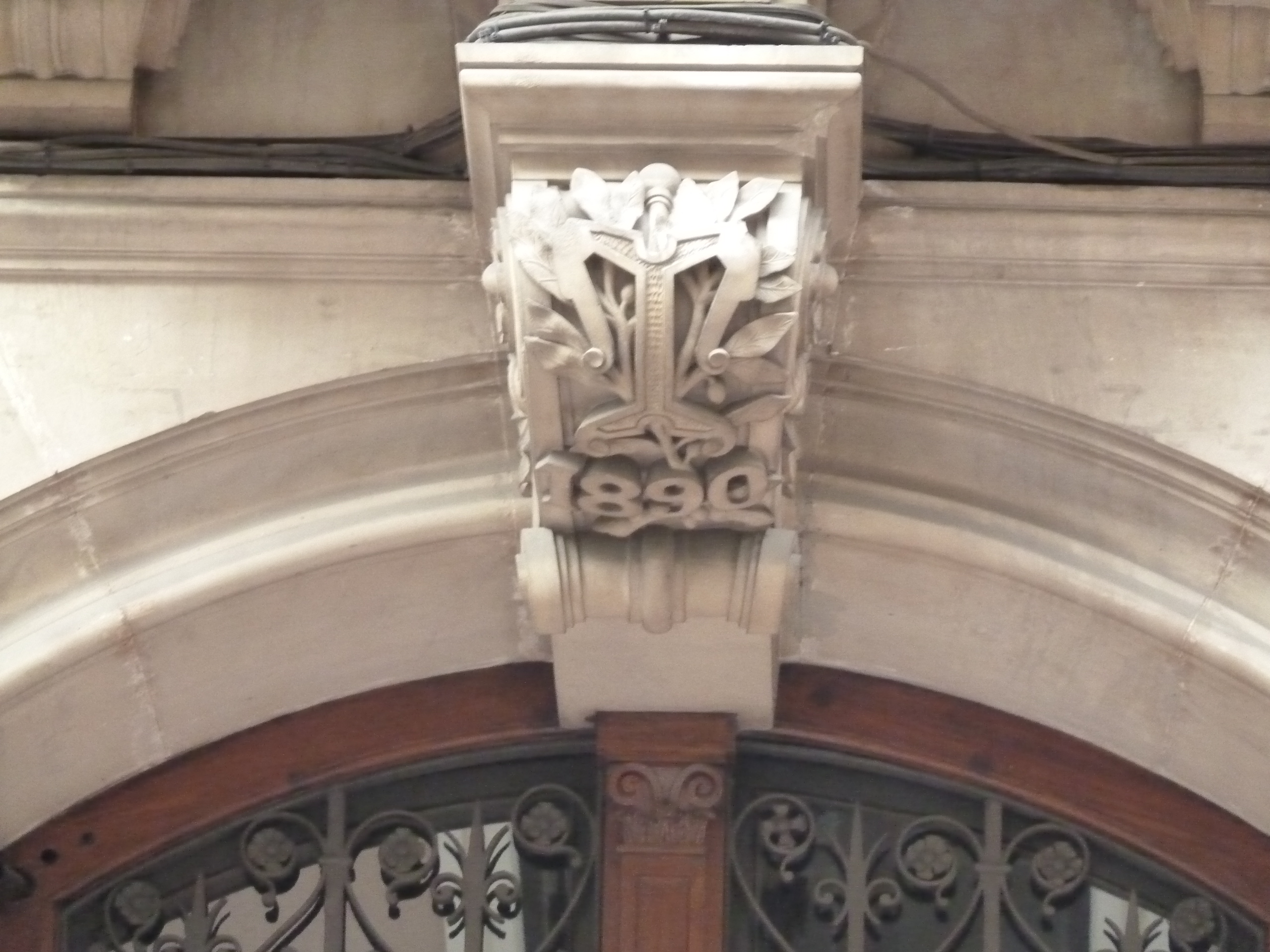
Ornamentació amb la data de construcció

És un edifici entre mitgeres de planta baixa comercial, quatre pisos i terrat, que supera per molt les alçades d'altres cases del raval. Té una disposició poc habitual de la porta d'entrada, que se situa en un lateral i dona un aspecte asimètric a l'edifici. La composició de la façana ve marcada per dos eixos verticals. Els buits de planta baixa tenen un arc carpanell, amb tarja i mènsules que fan de suport als balcons del primer pis, amb dues obertures a la dreta i una a l'esquerra. Hi ha aquesta distribució amb balcons als tres primers pisos, el quart té finestres. Tota la façana és molt rica en ornamentació: mènsules, dintells dels balcons, semi-pilastres amb capitells com a muntants dels balcons i sanefes amb motius geomètrics. L'edifici es remata amb unes mènsules, una barbacana i un terrat. L'ornamentació i la mida de les obertures va disminuint en funció de l'alçada dels pisos. Les baranes són de ferro forjat, amb obra de fusta i persianes de llibret i enrotllades.

## Arqueologia
Al subsòl s'hi va localitzar un jaciment d'època neolítica l'any 1925, durant la instal·lació d'un dipòsit de gasolina al soterrani de la casa. El doctor Salvador Vilaseca va distingir dos estrats en un forat d'1,70 m de profunditat. A l'últim estrat van aparèixer cinc o sis braçalets de petxina retallada, dos dels quals estaven sencers, que es van relacionar amb la l'existència d'un possible enterrament neolític. No obstant, no va aparèixer res més. Aquest solar (igual que la resta del carrer), al llarg del temps ha patit nombroses obres de reforma i no hi ha hagut més notícies de més troballes de restes arqueològiques.

## Història
Josep Maria Tarrats Homdedeu, propietari, amb el seu germà Joan, de l'empresa La Fabril Algodonera, va encarregar aquesta casa l'any 1890 i hi va residir un temps. Més tard va viure amb el seu germà a la casa Tarrats, al carrer de sant Joan.